# مونیکا ورگارا
مونیکا ورگارا (اسپانیایی: Mónica Vergara‎؛ زادهٔ ۲ مهٔ ۱۹۸۳) بازیکن سابق و مربی زن فوتبال اهل مکزیک است. از باشگاه‌هایی که در آن بازی کرده‌است می‌توان به اشاره کرد. او همچنین در تیم ملی فوتبال زنان مکزیک بازی کرده‌است.